# Mollkirch

Mollkirch este o comună în departamentul Bas-Rhin, Franța. În 1 ianuarie 2022 avea o populație de 881 de locuitori.